# Центрнаучфильм
Центра́льная сту́дия нау́чно-популя́рных и уче́бных фи́льмов — «Центрнаучфи́льм» — советская и российская киностудия научно-популярных и учебных фильмов (Москва).
ЦНФ — студия полного цикла, работавшая над фильмами со сценарной заявки до кинотеатрального, видео- и телевизионного проката. Документальные картины об истории России, науке, оборонных технологиях, архитектуре, религии, многонациональных обычаях СССР. Циклы о секретах редких профессий, народных промыслах, научно-популярные ленты о природе и путешествиях, биографические очерки и любимый многими поколениями видеожурнал «Хочу всё знать», ежегодно пополнявшийся новыми занимательными сериями — визитные карточки студии.
В 1970-х годах вместе с периодическими киножурналами студия выпускала свыше 300 фильмов в год. Всего за время существования студией выпущено более 10 тысяч научно-популярных, учебных, рекламных и художественных фильмов. Именно здесь впервые в СССР были сняты звуковые, широкоформатные, панорамные и полиэкранные фильмы, продолжено развитие макро- и микросъёмки, созданы уникальные методики специальных съёмок.
В коллекции ЦНФ и игровые ленты, и мультипликационные в самых разных техниках (включая живопись маслом по стеклу, классический рисунок, перекладку), а также сериалы, создаваемые при помощи компьютерных технологий.

## История
Производство познавательных и учебных отечественных фильмов было заложено киномагнатом Александром Ханжонковым в 1911—1916 годах, для чего в принадлежащей ему компании «А. Ханжонков и Ко» был специально создан Научный отдел. Руководитель отдела Иван Озеров разрабатывал методику использования кинофильмов в учебном процессе. Основатель объёмной мультипликации Владислав Старевич во время съёмок фильма «Пьянство и его последствия» соединил в одном кадре актёра с элементами мультипликации. В фильме «Инфузория» биолог и режиссёр Владимир Лебедев впервые в России осуществил микрокиносъёмку.

…киноаппарат стал важнейшим средством научной документации, так как он позволял записывать на киноплёнку динамические процессы и мог использоваться в сочетании с телескопом или микроскопом. Кинематографический способ записи изображения привёл к появлению высокоскоростной и покадровой (цейтраферной) съёмкам, которые дали возможность фиксировать и исследовать процессы, протекающие в течение и очень малых, и очень больших промежутков времени. Возможности съёмочной оптики позволили подробно показывать как динамику мельчайших объектов (макросъёмка), так и «разглядывать» уникальные живые объекты, находящиеся на больших расстояниях от исследователей. Благодаря специальным киноплёнкам, чувствительным к инфракрасным или ультрафиолетовым лучам, киноаппарат смог показать даже невидимые для наших глаз процессы и явления. Появился новый вид кинематографа — научно-исследовательское кино.
— Дмитрий Масуренков, MediaVision №1 2014
В 1920—1930 годы фотокиноотделом Наркомпроса и вскоре сменившим его Госкино делались попытки наладить централизованное производство и систематический выпуск учебных и научно-популярных фильмов. Свою деятельность начали режиссёры Владимир Шнейдеров, Александр Литвинов, Соломон Левит-Гуревич. Наконец, 11 февраля 1933 года Постановлением СНК СССР был образован Всесоюзный государственный трест по производству учебных, научных и технических фильмов «Союзтехфильм» и, в том же году, его подразделение «Мостехфильм», разместившийся на Лесной улице в переоборудованные под звуковую съёмку павильонах и цехах бывшей студии Дмитрия Харитонова. Студия производила учебные фильмы для вузов и школ, инструктивные фильмы для курсов повышения квалификации, фильмы, пропагандировавшие передовые методы труда. С 1940 года под руководством академика Е. А. Чудакова начал выходить киножурнал «Наука и техника». В штате студии числилось 655 служащих.
С 1 января 1941 года студия получила название «Воентехфильм». С началом Великой Отечественной войны часть работников ушли на фронт, часть перешли работать на базы других студий в Средней Азии. Оставшиеся в конце 1941 года были эвакуированы в Новосибирск, где продолжили работать на базе «Сибтехфильма». Главным заказчиком стала Красная армия, ориентировавшая на создание новых фильмов короткого и среднего метража, — отныне на студии выпускались учебно-инструктажные фильмы по использованию военной техники в боевых условиях, противовоздушной и противохимической обороне, военно-полевой медицине. С конца 1942 года началось возвращение в Москву, происходившее частями, и завершившееся к середине 1943 года. В общей сложности за три с половиной года войны студия произвела около 200 военно-учебных и военно-медицинских фильмов. За плодотворную работу в годы войны в апреле 1944 года студия была награждена орденом «Красной Звезды».
Следующие два десятилетия прошли под маркой «Моснаучфильма» (1945—1966). В эти годы шли съёмки о создании ракетно-космической техники и покорении космоса, появился первый научно-популярный киножурнал для детей «Хочу всё знать» (1957). Вышел первый советский фильм, снятый по технологии панорамного кино — «Широка страна моя» (1958). С 1959 года работало специальное творческое объединение географических фильмов, которое возглавил Владимир Шнейдеров. Фильмы «Остров Ионы» Владимира Шределя и «Звериной тропой» Бориса Долина получили награды на фестивале в Венеции (1947), «„Товарищ“ уходит в море» Альберта Гендельштейна — приз за высокое качество стереозвука на МКФ в Канне (1956). «Пик Победы» (реж. Е. Покровский, В. Пустовалов) отмечен призом на VI Международном кинофестивале в Тренто (1957), а «Развитие рефлекторной деятельности в онтогенезе» Семёна Райтбурта — на XVIII Международном кинофестивале документальных и научно-популярных фильмов в Венеции (1957). В 1965 году Александр Згуриди получил приз XXVI МФК в Венеции за фильм «Зачарованные острова». 
В 1966 году студии поменяли название на «Центрнаучфильм», она переехала по новому адресу — Валдайский проезд, д. 16, став крупнейшим в Европе специализированным предприятием по производству учебных и научно-популярных фильмов с шестью творческо-производственными объединениями. Штат операторов и режиссёров при этом приблизился к ста.
В 1983 году состоялось награждение студии орденом «Знак почёта» — «За высокий вклад в культуру страны».
В 2004 году произошла реорганизация «Центрнаучфильма» в «Центр национального фильма». Вновь пришедшее руководство расширило специализацию студии: игровое, мультипликационное, документальное и научно-популярное кино с использованием традиционных и современных цифровых технологий, а также реклама и клипы в трёхмерном компьютерном пространстве при помощи хромакея.

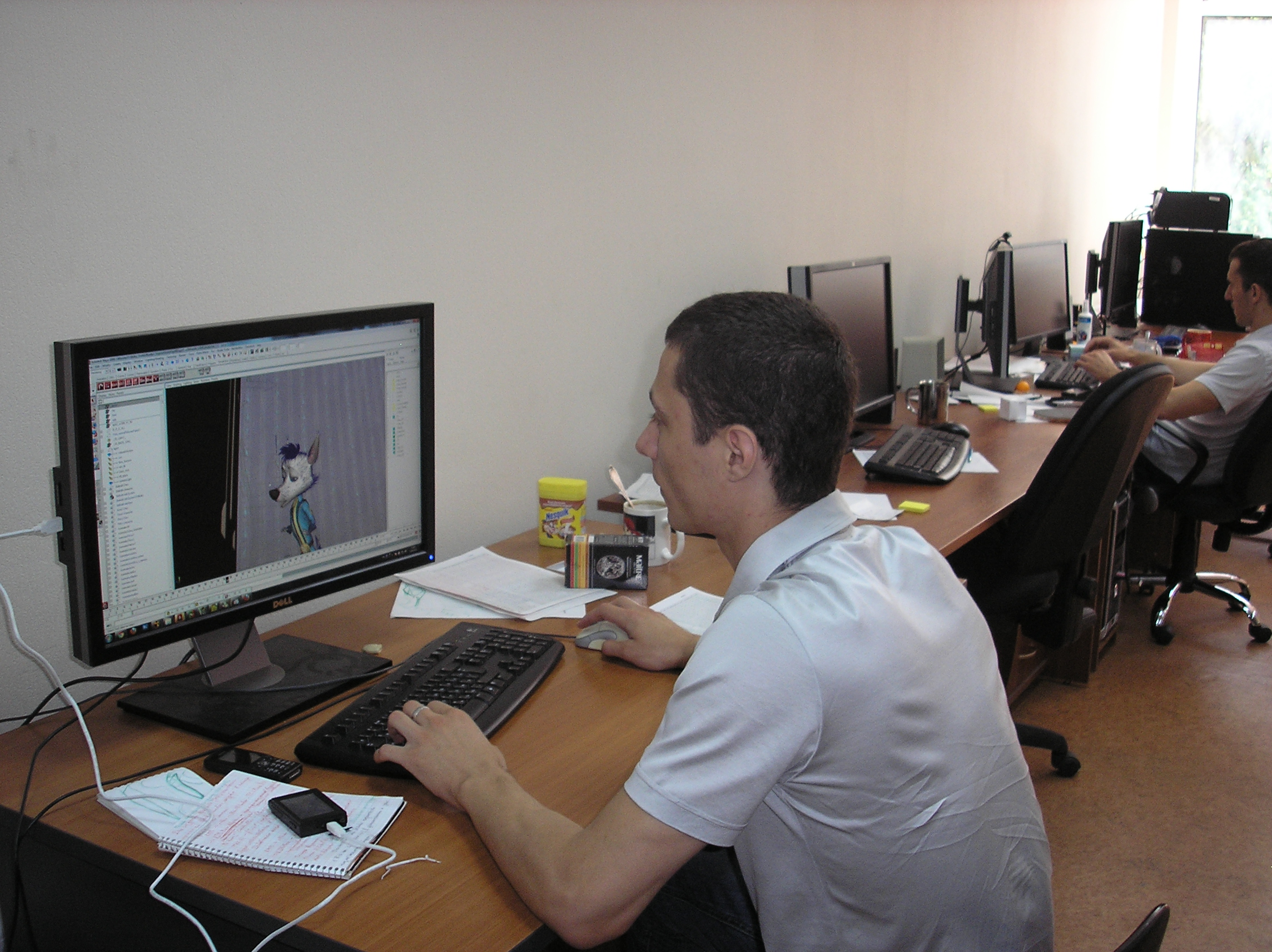
Процесс создания мультфильма,
«ЦНФ-Анима» 2011

…разрушена старая структура фильмопроизводства (мультцех, базы микро-макро и подводных съёмок, звукоцех, фильмы переданы другой структуре, полностью сменён творческий состав режиссёров и операторов). Студия, перестав быть государственным унитарным предприятием, акционировалась со 100 % долей государства. Назначено новое руководство с другими задачами и другими моральными принципами.
—  Владимир Иванов, режиссёр студии
В 2015 году деятельность киностудии «Центр национального фильма» была ликвидирована путём реорганизации в форме присоединения к Киностудии имени М. Горького, в которую она вошла наравне с НИКФИ и «Киностудией „Леннаучфильм“» в качестве обособленного подразделения Киностудии Горького — «Центрнаучфильм». Руководитель обособленного подразделения — Хахутаишвили Амиран Нодариевич.
В 2019 году комплекс бывших зданий киностудии выставлен на торги.
В 2024 году закрыт на стройку новой киностудии ЦНФ им. М. Горького.

## Директора студии
- Антонов Леонид Александрович (1940—1942)[19]
- Тихонов Михаил Васильевич (1947— ?)[20]

## Награды
- орден Красной Звезды (апрель 1944) — за добросовестный труд в годы Великой Отечественной войны[1];
- орден Знак Почёта (19 января 1983) — за высокий вклад в культуру страны[1];
- Благодарность Министра культуры Российской Федерации (14 ноября 2003) — за многолетний плодотворный труд и большой вклад в развитие отечественного кинопроизводства[21].